# Rafael Ramírez Domínguez
Rafael Ramírez Domínguez (Córdoba, España, 17 de septiembre de 1965) es un exárbitro de fútbol de la Primera División de España. Pertenecía al Comité de Árbitros de Andalucía.

## Trayectoria
Rafael Ramírez es director de producción de Seur en Córdoba. Debutó en Primera División de España el 16 de septiembre de 2000 en el encuentro entre el Real Racing Club de Santander y el Real Club Deportivo de La Coruña (0-3). En la temporada 2010/11 cumplirá 11 temporadas en la máxima categoría del fútbol español habiendo dirigido más de 200 partidos en la misma entre encuentros de liga y Copa del Rey. Nunca ha sido llamado a lucir la escarapela FIFA, sin embargo ha sido designado como cuarto árbitro en 5 selecciones nacionales absolutas, 4 selecciones SUB-21, 8 selecciones SUB-16, 14 encuentros de copa UEFA y 11 en liga de campeones o dirigir como árbitro principal partidos en la liga de Arabia Saudí.